# Lilium yapingense
Lilium yapingense ist eine Art aus der Gattung der Lilien (Lilium) innerhalb der Familie der Liliengewächse (Liliaceae). Sie ist nur von einem Fundort in China bekannt.

## Beschreibung
Die Zwiebel ist eiförmig und hat einen Durchmesser von ungefähr 2 Zentimeter. Die Zwiebelschuppen sind eiförmig-lanzettlich und orange-rot. Der Stängel ist 10 bis 20 Zentimeter groß und grün. Manchmal sind an seiner Spitze purpur-rote Flecken vorhanden. Blätter sind linealisch, 2,5 bis 7 Zentimeter lang, 3 bis 4 Millimeter breit und 1-adrig. Die Blüten sind nickend und wachsen meist einzeln oder manchmal auch zu zweit. Die Blütenblätter sind hell purpurn und weisen  zur Basis hin einen kräftig purpurnen Streifen auf. Sie sind 4,5 bis 5 Zentimeter lang, 7 bis 9 Millimeter breit, verkehrtlanzettlich bis länglich und nach unten eingerollt. Die Nektarien sind weder papillös noch ausgefranst. Die Staubfäden sind ungefähr 2 Zentimeter lang, kahl und an ihrem Ende zugespitzt. Der Fruchtknoten ist 1,5 bis 2 Zentimeter groß, ungefähr 3 Millimeter breit, zylindrisch und grün. Die Griffel sind anders als der Fruchtknoten geformt. Die Kapsel ist braun, länglich bis ellipsoid, 2 bis 2,5 Zentimeter lang und 1,5 bis 2 Zentimeter breit.
Die Art blüht im Juli.

## Vorkommen
Lilium yapingense ist in Fugong, nordwestliches Yunnan, China, endemisch. Bislang ist der einzige bekannte Wuchsort die Typlokalität, wo ungefähr 200 bis 300 Exemplare wachsen.

## Systematik
Lilium yapingense wurde 2013 von Yun-Dong Gao und Xing-Jin He in Annales Botanici Fennici Band 50, Teil 3, Seite 190 erstbeschrieben. Die Art ist nach ihrem Fundort, dem Yaping Pass, benannt. Eine phylogenetische Untersuchung ergab, dass Lilium yapingense die Schwesterart einer Klade aus Lilium saccatum und Lilium souliei ist.

## Nachweise
- Yun-Dong Gao, Song-Dong Zhou, Xing-Jin He:  Lilium yapingense (Liliaceae), a New Species from Yunnan, China, and its Systematic Significance Relative to Nomocharis. In: Annales Botanici Fennici, Band 50, Teil 3, S. 187–194, 2013, doi:10.5735/085.050.0311